# Maïssade
Maïssade (em crioulo, Mayisad), é uma comuna do Haiti, situada no departamento do Centro e no arrondissement de Hinche. De acordo com o censo de 2003, sua população total é de 43.138 habitantes.